# Червен главопрашник
Червен главопрашник (Cephalanthera rubra) е вид растение от семейство Орхидеи (Orchidaceae).

## Описание
Коренищно растение с височина 20 – 60 см. Цветовете са розови със заострени краища. Листата са ланцетни, а стъблото е леко извито в долната си част.

## Разпространение
В България, червеният главопрашник се среща в Странджа.